# Maguireocharis
Maguireocharis  es un género monotípico de plantas con flores perteneciente a la familia de las rubiáceas. Incluye una sola especie: Maguireocharis neblinae Steyerm (1972). Es nativa de Venezuela.

## Taxonomía
Maguireocharis neblinae fue descrita por Julian Alfred Steyermark y publicado en  Memoirs of the New York Botanical Garden 23: 230, f. 50, en el año 1972.